# Société des traversiers du Québec
La Société des traversiers du Québec (STQ) est une société d'État du gouvernement du Québec qui a pour mission d'assurer le transport maritime de passagers au Québec.
Créée le 4 juin 1971, elle compte 743 employés en 2021 et chapeaute un réseau de treize liaisons maritimes qui permet de relier les rives du fleuve et du golfe du Saint-Laurent. Neuf d'entre elles sont exploitées directement par la STQ grâce à ses employés qui s'activent au quotidien afin d'offrir plus de 115 000 traversées, transportant ainsi plus de 5,2 millions de passagers et 2,1 millions de véhicules annuellement.

## Histoire

### Nationalisation des traverses maritimes

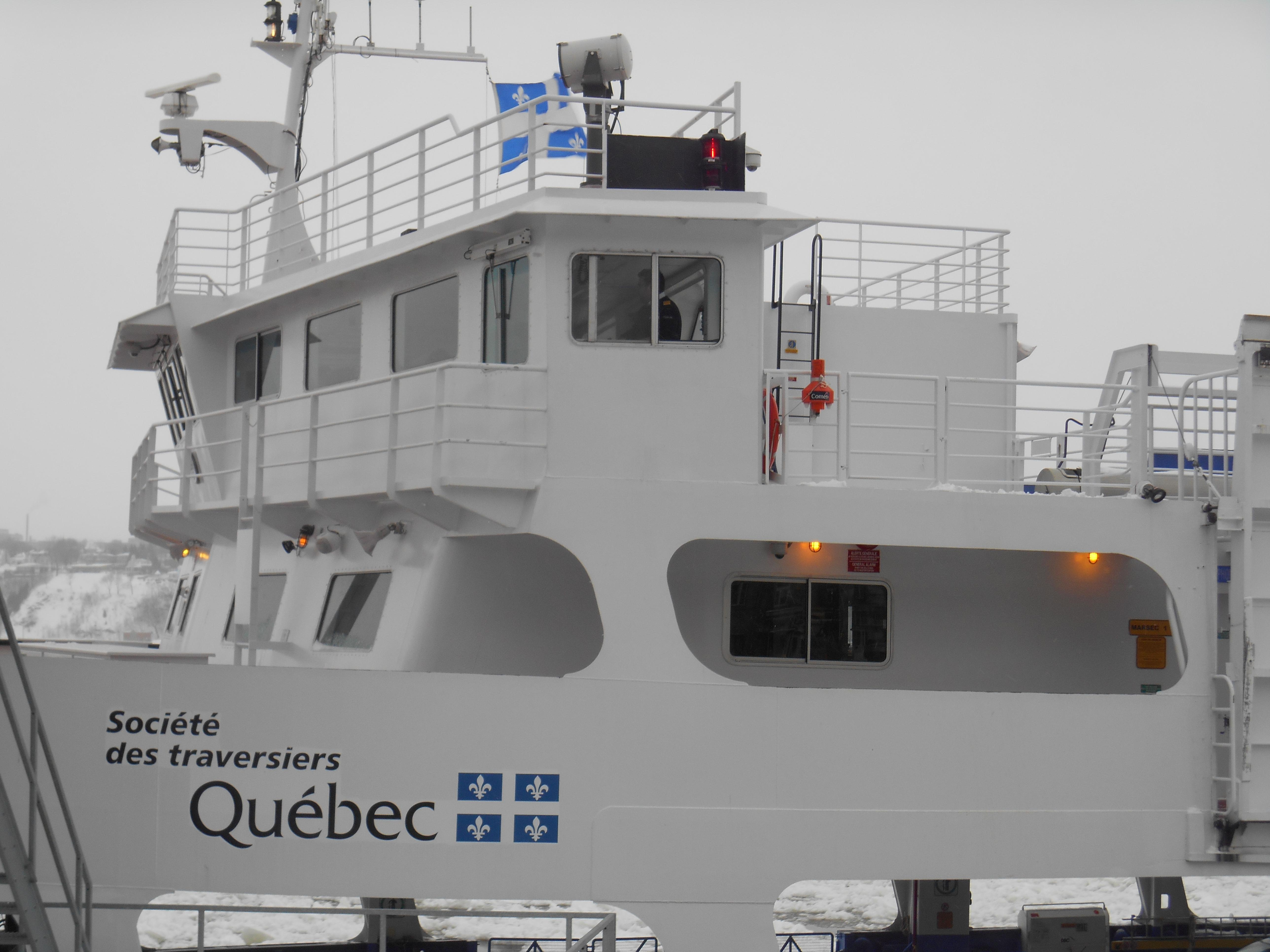
Les navires de la Société des traversiers arborent le drapeau du Québec.

La STQ a pris la relève d'une entreprise privée, La Traverse de Lévis Ltée, qui, dès le milieu des années 1960, avait signifié au gouvernement son désir de cesser l'exploitation d'un service de traversiers entre les villes de Québec et Lévis. Ce désintéressement semblait être provoqué par la nécessité d’investir dans la modernisation de la flotte de navires, à une baisse de revenus tarifaires et à la crainte de la concurrence qui lui serait faite par le nouveau pont à être construit entre les rives du Saint-Laurent.
Par la suite, la STQ a été de nouveau appelée à prendre la relève du privé. À partir de 1976, le gouvernement du Québec a procédé à la nationalisation des traverses Matane–Baie-Comeau–Godbout (1976), de L'Isle-aux-Coudres–Saint-Joseph-de-la-Rive (1976), de Sorel-Tracy–Saint-Ignace-de-Loyola (1978), de Tadoussac–Baie-Sainte-Catherine (1980) et de l'Isle-aux-Grues–Montmagny(1981).
En 1993, la gestion des contrats d'exploitation des traverses de Rivière-du-Loup–Saint-Siméon et de l'Île d'Entrée–Cap-aux-Meules est confiée à la STQ.
Puis en 2009, les contrats d'exploitation des dessertes maritime de l'Île d'Anticosti et de la Basse-Côte-Nord et des Îles-de-la-Madeleine, les liaisons aériennes pour les traverses de l'Île d'Entrée–Cap-aux-Meules et de l'Isle-aux-Grues–Montmagny et les traverses de l'Isle-Verte–Notre-Dame-des-Sept-Douleurs (y compris le service aérien), de Harrington Harbour–Chevery et de la rivière Saint-Augustin sont confiés à la STQ.

### Renouvellement de la flotte

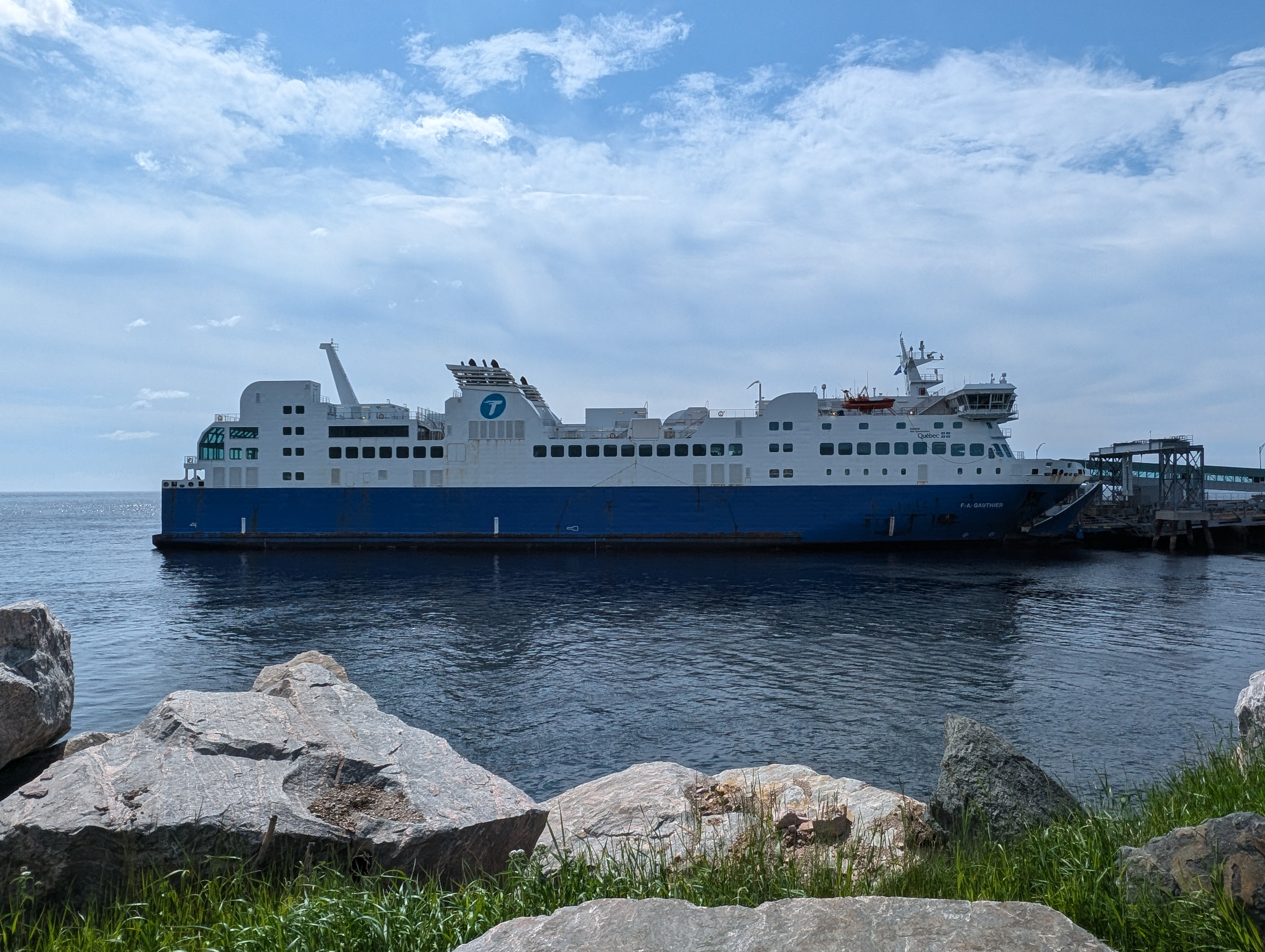
Le N.M. F.-A.-Gauthier, construit en 2015, est le plus grand navire de la flotte.

Le 12 janvier 2010, la Société des traversiers a annoncé publiquement la signature des contrats en vue de la conception de trois nouveaux navires. La firme d'architecture navale Concept Naval, de Québec, en partenariat avec STX Canada, s'est vu attribuer le mandat de conception et d'ingénierie des navires qui remplaceront les navires de la traverse Tadoussac - Baie Sainte-Catherine, le N.M. Armand-Imbeau et le N.M. Jos-Deschênes. La compagnie Navtech Deltamarin (partenariat de Navtech et Deltamarin Group), aussi de Québec, réalisera le futur remplaçant du N.M. Camille Marcoux, réalisant le trajet Matane–Baie-Comeau–Godbout.
Le traversier N.M. Camille-Marcoux a été remplacé par le N.M. F.-A.-Gauthier en 2015 à la traverse de Traverse Matane—Baie-Comeau—Godbout . Il a été nommé en l'honneur Félix-Adrien Gauthier, maire de la ville de Matane (1960-1963) et initiateur de La Traverse Matane-Godbout Limitée .

## Opérations
En date du 31 mars 2021, la flotte de la STQ comptait 22 navires. Le N.M. Trans-Saint-Laurent, desservant la traverse entre Rivière-du-Loup et Saint-Siméon, appartient à un exploitant privé.

### Traverses et dessertes
La STQ chapeaute 13 services de traversiers : 11 traverses et 2 dessertes. 9 sont exploités directement par la STQ et 4 le sont par des tiers. Les traversiers non-subventionnés par le gouvernement du Québec ou ceux subventionnés par le gouvernement du Canada ne font pas partie du réseau de la STQ.
- Exploité par la STQ
- Exploité par un tiers

| #  |                   | Liaison                                                         | Distance               | Durée de la traversée  | Navires affectés                                                              |
| -- | ----------------- | --------------------------------------------------------------- | ---------------------- | ---------------------- | ----------------------------------------------------------------------------- |
| 1  |                   | Sorel-Tracy et Saint-Ignace-de-Loyola                           | 1,6 km                 | 12 minutes             | - N.M. Alexandrina-Chalifoux - N.M. Didace-Guévremont                         |
| 2  |                   | Québec et Lévis                                                 | 1 km                   | 10 minutes             | - N.M. Alphonse-Desjardins - N.M. Lomer-Gouin                                 |
| 3  |                   | L'Isle-aux-Grues et Montmagny                                   | 8 km                   | 25 minutes             | - N.M. Grue-des-îles (avril à décembre)                                       |
| 4  |                   | L'Isle-aux-Coudres et Saint-Joseph-de-la-Rive                   | 3,7 km                 | 15 minutes             | - N.M. Joseph-Savard                                                          |
| 5  |                   | Tadoussac et Baie-Sainte-Catherine                              | 1,6 km                 | 10 minutes             | - N.M. Jos-Deschênes II - N.M. Armand-Imbeau II                               |
| 6  |                   | L'Isle-Verte et Notre-Dame-des-Sept-Douleurs                    | 4,5 km                 | 30 minutes             | - N.M. Peter-Fraser                                                           |
| 7  |                   | Matane et Baie-Comeau                                           | 62,1 km                | 2 heures et 20 minutes | - N.M. F.-A.-Gauthier                                                         |
| 7  | Matane et Godbout | 55,3 km                                                         | 2 heures et 15 minutes |                        | - N.M. F.-A.-Gauthier                                                         |
| 8  |                   | Harrington Harbour et Chevery                                   | 15 km                  | 30 minutes             | - N.M. Les Eaux scintillantes - N.M. Mécatina II (marchandises)               |
| 9  |                   | Rivière Saint-Augustin                                          | 0,8 km                 | 10 minutes             | - V.C.A. L'Esprit-de-Pakuashipi - Royal Sea 23 - Navire de marchandise innomé |
| 10 |                   | Desserte maritime des Îles-de-la-Madeleine                      | N/A                    | N/A                    | - CTMA Vacancier (juin à septembre) - CTMA Voyageur (septembre à juin)        |
| 11 |                   | Rivière-du-Loup et Saint-Siméon                                 | 27,2 km                | 65 minutes             | - N.M. Trans-Saint-Laurent (avril à janvier)                                  |
| 12 |                   | Desserte maritime de l'Île d'Anticosti et de la Basse-Côte-Nord | N/A                    | N/A                    | - N.M. Bella-Desgagnés                                                        |
| 13 |                   | Île d'Entrée et Cap-aux-Meules                                  | 14 km                  | 55 minutes             | - N.M. Ivan-Quinn                                                             |

### Navires de relève

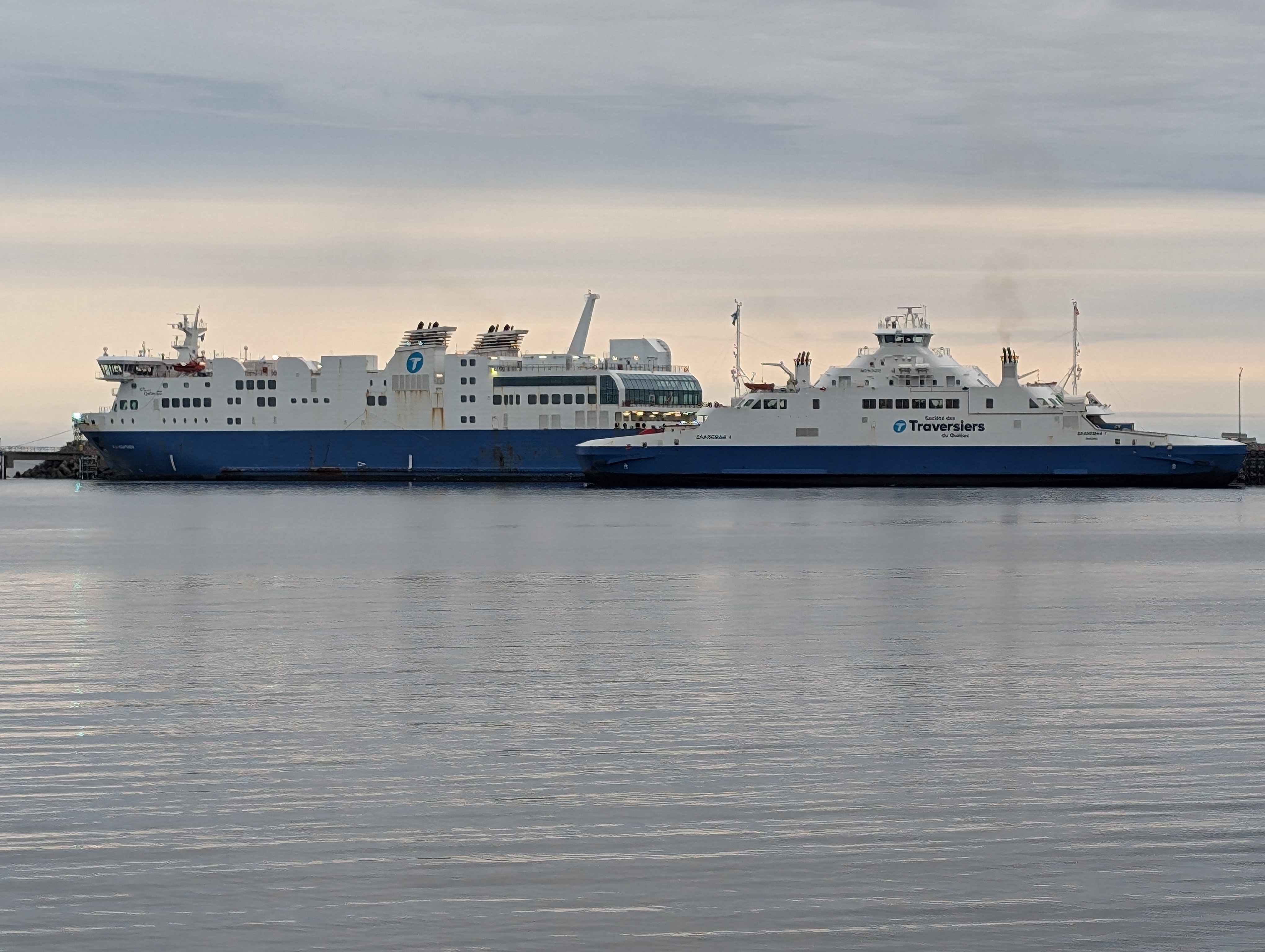
Le N.M. Saaremaa I sur son départ, à Matane, alors que le N.M. F.-A.-Gauthier est en travaux au bout du quai.

- N.M. Catherine-Legardeur
- N.M. Félix-Antoine-Savard
- N.M. Radisson
- N.M. Saaremaa I Le N.M. Saaremaa I sur son départ, à Matane, alors que le N.M. F.-A.-Gauthier est en travaux au bout du quai.
- Hydroglisseur I

### Navires retirés

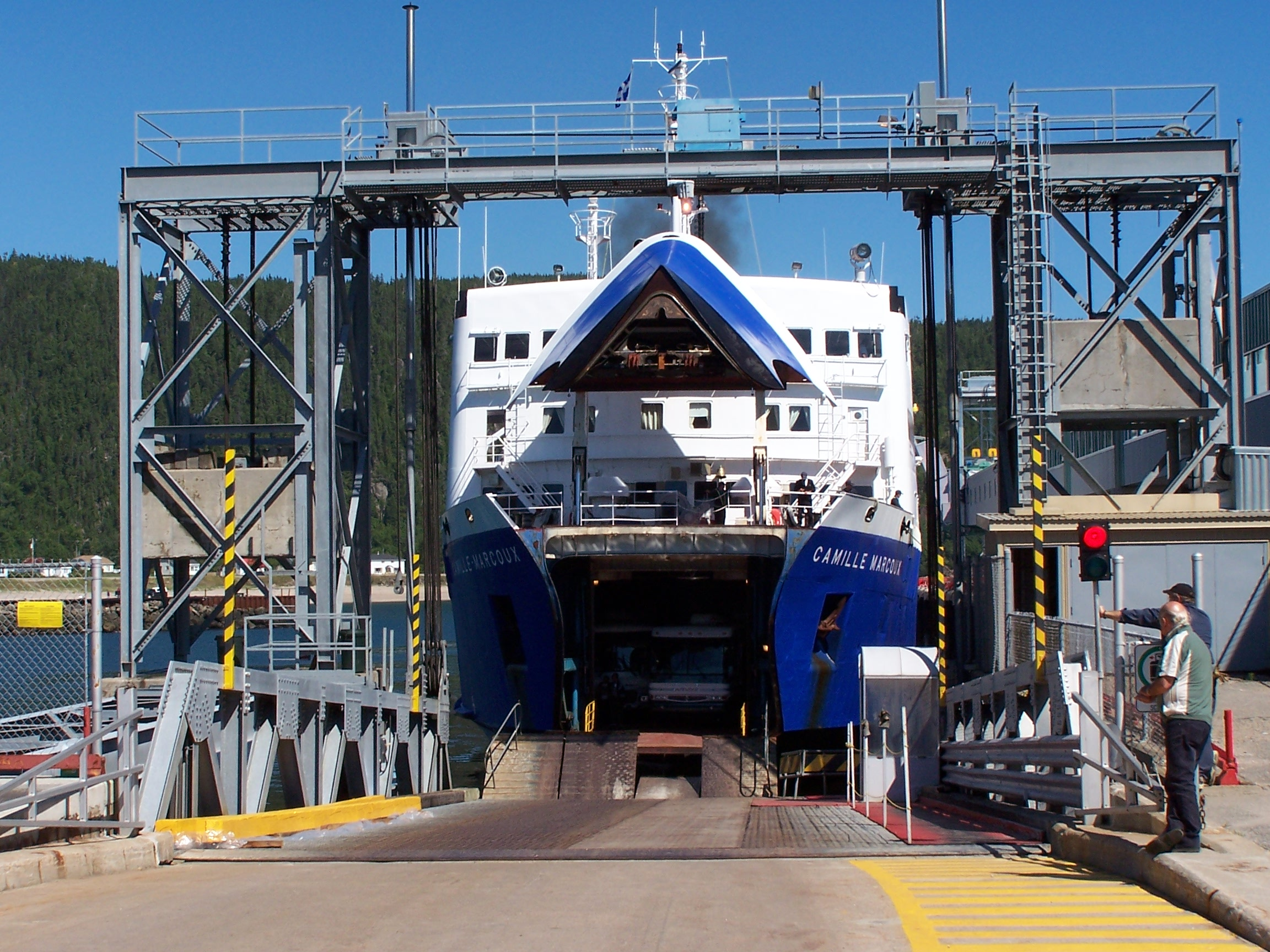
Le traversier N.M. Camille-Marcoux à quai.

- N. M. Camille-Marcoux (1974-2016)
- N. M. Lucien-L. (1967-2019)[8]
- S.P. Bonaventure
- N.M. Trois-Rivières

## Hommages toponymiques
La rue des Traversiers a été nommée en l'honneur de le Gare fluviale de Québec pour l'embarquement et le débarquement de la traverse Québec-Lévis, en 1983, dans la ville de Québec.